# 馬其頓布羅德市鎮

馬其頓布羅德市鎮在北馬其頓的位置

馬其頓布羅德市鎮是北馬其頓共和國的一個市镇，行政中心为馬其頓布羅德，属于西南统计区，總面積888.97平方公里，2002年人口7,141。
該市镇北接熱利諾市鎮和布尔韦尼察市镇，東北面是斯图代尼查尼市镇和索皮什泰市镇，東南面是查什卡市镇和多尔内尼市镇，南臨克鲁舍沃市镇，西南边是普拉斯尼察市鎮，西边是基切沃市鎮，西北面是戈斯蒂瓦尔市镇。

## 外部連結
- 官方网站